# Withings
Withings는 프랑스의 스마트 장치들을 개발하는 회사로, 2008년 설립되었다, 2016년 노키아에 인수, 그후 2018년부터 공동 설립자인 Éric Carreel이 소유하고 있다.
2016년 노키아에 인수되었으며, 2017년 6월부터 노키아에서 Withings 브랜드를 사용해서 건강과 관련된 스마트 디바이스를 판매하였다. 그후 2018년 5월 말에 공동 설립자인 Éric Carreel이 Nokia Technologies France를 인수하여 원래 이름을 되 찾았다

## 역사
Withings은 2008년 6월 Éric Carreel, Cédric Hutchings 와 Fred Potter 세명에 의해 설립되었으며, 2016년 4월 26일 노키아가 1억 1천만 유로로 회사를 구매하게 된다. 그 후 2017년 6월말 노키아 헬스 분야로 이름을 바꿨으며, 그후 2018년 5월 말에 공동 설립자인 Éric Carreel이 Nokia Technologies France를 인수하여 원래 이름을 다시 찾았다.

## 생산
Withings는 엔지니어와 설계자가 협력하여 제품 및 서비스등의 디자인을 처리하지만, 자체 공장은 없어서 보통 중국에서 하청을 받는다.